# Björn Nilsson (direktör)
Nils Björn Albert Nilsson, född 11 april 1918 i Jönköpings Sofia församling i Jönköpings län, död 9 maj 1983 i Hedvig Eleonora församling i Stockholm, var en svensk företagsledare och elektroingenjör.

## Biografi
Nilsson blev reservofficer vid Smålands artilleriregemente 1942 och utnämndes till kapten i reserven 1953. Han avlade civilingenjörsexamen vid Kungliga Tekniska högskolan (KTH) i Stockholm 1942 och blev teknologie licentiat 1946. Han var förste assistent vid KTH 1942–1947, varefter han tjänstgjorde vid Nämnden för televisionsforskning 1947–1951 och vid Sveriges Radio 1952–1956. Han var laborator vid Försvarets forskningsanstalt 1956–1959 och avdelningsdirektör där 1959. Åren 1959–1962 var han vice verkställande direktör för NEFA och 1963–1975 verkställande direktör för Philips Teleindustri AB. Han var verkställande direktör för Philips Elektronikindustrier 1975–1979 och vice styrelseordförande från 1979. Han var ledamot av styrelsen för Post- och Kreditbanken från 1977 och var ordförande i Institutet för verkstadsteknisk forskning. År 1982 blev han teknologie hedersdoktor vid Lunds universitet.
Björn Nilsson invaldes 1971 som ledamot av Kungliga Ingenjörsvetenskapsakademien, 1971 som korresponderande ledamot av Kungliga Örlogsmannasällskapet och 1974 som ledamot av Kungliga Krigsvetenskapsakademien.